# NASCAR-Camping-World-Truck-Series-Saison 2010
Die NASCAR-Camping-World-Truck-Series-Saison 2010 begann am 12. Februar 2010 mit dem NextEra Energy 250 auf dem Daytona International Speedway in Daytona Beach, Florida und endete am 19. November 2010 mit dem Ford 200 im Zuge des Ford Championship Weekends auf dem Homestead-Miami Speedway in Homestead, Florida.

## Rennkalender
| Datum      | Rennen                               | Rennstrecke                           | Pole-Position       | Sieger              |
| ---------- | ------------------------------------ | ------------------------------------- | ------------------- | ------------------- |
| 12.02.2010 | NextEra Energy Resources 250         | Daytona International Speedway        | Jason White         | Timothy Peters      |
| 06.03.2010 | Atlanta 200                          | Atlanta Motor Speedway                | Ron Hornaday junior | Kevin Harvick       |
| 27.03.2010 | Kroger 250                           | Martinsville Speedway                 | Kevin Harvick       | Kevin Harvick       |
| 02.04.2010 | Nashville 200                        | Nashville Superspeedway               | Kyle Busch          | Kyle Busch          |
| 02.05.2010 | O’Reilly Auto Parts 250              | Kansas Speedway                       | Ron Hornaday junior | Johnny Sauter       |
| 14.05.2010 | AAA Insurance 200                    | Dover International Speedway          | Kyle Busch          | Aric Almirola       |
| 21.05.2010 | North Carolina Education Lottery 200 | Lowe’s Motor Speedway                 | Kyle Busch          | Kyle Busch          |
| 04.06.2010 | Winstar World Casino 400K            | Texas Motor Speedway                  | Austin Dillon       | Todd Bodine         |
| 12.06.2010 | VFW 200                              | Michigan International Speedway       | Austin Dillon       | Aric Almirola       |
| 11.07.2010 | Lucas Oil 200                        | Iowa Speedway                         | Austin Dillon       | Austin Dillon       |
| 16.07.2010 | Missouri-Illinois Dodge Dealers 200  | Gateway International Raceway         | Kevin Harvick       | Kevin Harvick       |
| 23.07.2010 | Toyota Tundra 200                    | O’Reilly Raceway Park at Indianapolis | Timothy Peters      | Ron Hornaday junior |
| 31.07.2010 | Pennsylvania 200                     | Pocono Raceway                        | Elliott Sadler      | Elliott Sadler      |
| 07.08.2010 | Nashville 200                        | Nashville Superspeedway               | Todd Bodine         | Todd Bodine         |
| 14.08.2010 | Darlington 200                       | Darlington Raceway                    | Timothy Peters      | Todd Bodine         |
| 18.08.2010 | O’Reilly 200                         | Bristol Motor Speedway                | Kyle Busch          | Kyle Busch          |
| 27.08.2010 | Illinois 225                         | Chicagoland Speedway                  | Todd Bodine         | Kyle Busch          |
| 03.09.2010 | Built Ford Tough 225                 | Kentucky Speedway                     | Austin Dillon       | Todd Bodine         |
| 18.09.2010 | New Hampshire 200                    | New Hampshire Motor Speedway          | Kyle Busch          | Kyle Busch          |
| 25.09.2010 | Las Vegas 350k                       | Las Vegas Motor Speedway              | Austin Dillon       | Austin Dillon       |
| 23.10.2010 | Kroger 200                           | Martinsville Speedway                 | Kyle Busch          | Ron Hornaday junior |
| 30.10.2010 | Mountain Dew 250                     | Talladega Superspeedway               | Ron Hornaday junior | Kyle Busch          |
| 05.11.2010 | WinStar World Casino 350             | Texas Motor Speedway                  | Matt Crafton        | Kyle Busch          |
| 12.11.2010 | Lucas Oil 150                        | Phoenix International Raceway         | Austin Dillon       | Clint Bowyer        |
| 19.11.2010 | Ford 200                             | Homestead-Miami Speedway              | Austin Dillon       | Kyle Busch          |